# V1472 Aquilae
Désignations
V1472 Aquilae est une étoile triple de la constellation de l'Aigle. C'est une étoile variable dont la magnitude apparente varie de 6,36 à 6,60. Le système est situé à une distance d'environ ∼ 780 a.l. (∼ 239 pc) du Soleil sur la base de la parallaxe. Il se rapproche de la Terre avec une vitesse radiale de −112 km/s.

## Système
La nature binaire de la composante primaire a été annoncée par Peter B. Lucke et Michel Mayor en 1982, qui ont découvert qu'il s'agissait d'une binaire spectroscopique à raies simples avec une période orbitale de 198,7 jours et une excentricité orbitale de 0,05. Au moment de sa découverte, c'est l'étoile binaire avec la période orbitale la plus courte connue de toutes les géantes de type M. L'étoile primaire est une géante rouge vieillissante avec un type spectral de M2,5III. Elle a un diamètre 104 fois et une luminosité 1 100 fois supérieure au Soleil. Elle a une vitesse de rotation projetée élevée de 10 km/s, peut-être en raison de l'interaction avec son compagnon.
Un compagnon partageant un mouvement commun avec le système, et qui est environ 4,0 magnitudes plus faible que l'étoile primaire, existe à une séparation angulaire de 2,7 secondes d'arc.

## Variabilité
La variabilité de V1472 Aquilae a été découverte à partir des données d'Hipparcos et, en 1997, elle a été classée comme une étoile variable semi-régulière avec une période de 100,372 703 9 jours. Cependant, le tracé de sa courbe de lumière correspond mieux à celui d'une binaire à éclipses ou d'une variable ellipsoïdale. La période orbitale de 198 jours produit une courbe de lumière avec un minimum primaire et secondaire qui, avec les variations possibles dues à la rotation ellipsoïdale, produit la variation photométrique semi-régulière observée de 100 jours. Des observations ultérieures montrent qu'elle est moins lumineuse que prévu pour une étoile pulsante de cette amplitude, étant plus typique des étoiles variables ellipsoïdales, et qu'elle a une période de 200,05 jours avec des minima primaires et secondaires.